# HD 207964
HD 207964，又名CP-62 6277，SAO 255101、HR 8352，是一颗恒星，视星等为5.9，位于銀經330.39，銀緯-44.71，其B1900.0坐标为赤經21h 47m 49s，赤緯-62° -44.71′ 21″。